# Roy Nikisch
Roy Abelardo Nikisch (n. Tres Isletas, Chaco, 26 de enero de 1951) es un político argentino de la Unión Cívica Radical. Fue Gobernador de la  Provincia del Chaco en el período 2003-2007, y ejerce como intendente de Resistencia para el período 2023-2027.
Tras haber sido intendente de Tres Isletas, el gobernador Rozas lo designó como Ministro de Gobierno. En 2001, fue electo vicegobernador de la provincia tras la renuncia de Miguel Pibernus. En 2003 fue el candidato oficialista a gobernador, venciendo en dichas elecciones. En 2007, no pudo presentarse a la reelección por haber sido vicegobernador en parte del mandato anterior; en su lugar, se presentó y fue elegido senador nacional por su provincia. En 2011 se postuló nuevamente como candidato a gobernador, quedando en segundo lugar en las elecciones que fue reelecto Jorge Capitanich. En 2013 y 2017 fue elegido diputado provincial, por lo que estuvo en el cargo hasta 2021. En 2023, fue elegido como intendente de la Ciudad de Resistencia para el período 2023-2027.

## Carrera política

### Comienzos
Militó en la Unión Cívica Radical desde joven y fue uno de los fundadores de la línea interna Convergencia Social de la cual fue el vicepresidente. Durante su juventud fue uno de los fundadores de la corriente política estudiantil Franja Morada en la Facultad de Medicina de la UNNE. Fue Secretario de Gobierno, luego concejal y posteriormente elegido Intendente municipal por dos períodos en la localidad Tres Isletas, provincia del Chaco.

### Funcionario provincial  (1999-2003)
Al asumir Ángel Rozas su segunda gobernación fue llevado al Gobierno como Ministro de Gobierno, Justicia, Trabajo y Seguridad. Durante el mismo segundo mandato de Ángel Rozas el vicegobernador Miguel Pibernus renunció tras un escándalo por un presuntas irregularidades donaciones, el gobernador llamó a elecciones para cubrir el puesto de vicegobernador, en las cuales Roy Nikisch fue el candidato del oficialismo y elegido Vicegobernador.

### Gobernador del Chaco (2003-2007)
En el año 2003, Roy Nikisch se presentó como candidato a Gobernador, obteniendo una victoria contra el justicialista Jorge Capitanich por más de 12 puntos, quien lo sucedería en el cargo 4 años después.
Durante su gestión, se sucedió el conflicto a nivel nacional de la UCR, con la división entre los Radicales K y los Radicales opositores al Gobierno. Nikisch tomó una postura opositora al Gobierno Nacional de Néstor Kirchner. Fue el único gobernador radical que no apoyaba la política del entonces Presidente Kirchner.
En una entrevista al final de su mandato Roy Nikisch destacó su política educativa y de salud, así como también la instalación de la textil Santana. Según sus palabras durante su mandato se construyeron 700 aulas y se instauró la capacitación gratuita a docentes, que luego se replicó a nivel país.
Uno de los hechos más recordados por los críticos de su gestión fue un violento desalojo de viviendas usurpadas, las cuales habían sido previamente adjudicadas a personas de bajos recursos. Otro hecho de connotación negativa fue la adjudicación irregular de un millón y medio de tierras fiscales; según el denunciante solo el 7% de las adjudicaciones de los años 2006 y 2007 fue informada a Catastro.
Durante su gobernación la situación social en la provincia de Chaco fue calificada como "un verdadero desastre humanitario" y de "genocidio", con decenas de casos de indígenas que fallecieron a causa de falta de alimentación, también ha sido cuestionado por "la desastrosa situación en la que se encuentran los hospitales". También ha sido criticado por la inacción ante los brotes de tuberculosis. El obispo de Resistencia, capital de Chaco llegó a pedir la intervención por parte de Nikish cuando diez indígenas fallececieron a causa de falta de alimentación.
En 2010 una sentencia judicial declaró la nulidad de resoluciones del Instituto de Colonización durante el mandato de Nikisch, junto a ellos exfuncionarios de su gobierno y ddel Colonización fueron condenados por corrupción en la adjudicación de tierras fiscales.

### Senador Nacional (2007-2013)
En 2007 se presentó como candidato a Senador Nacional por la Provincia del Chaco para el período 2007-2013, siendo elegido como senador por la primera minoría. Durante dicho periodo fue elegido Vicepresidente del Bloque de Senadores de la Unión Cívica Radical. En 2008, fue designado presidente de la Comisión de Industria y Comercio y vicepresidente de la Comisión de Cultura y Educación de la Cámara de Senadores de la Nación Argentina.

### Diputado provincial
En 2013 fue elegido Diputado Provincial en la Provincia del Chaco, con mandato hasta diciembre de 2017, y reelegido para el mismo cargo por el período 2017-2021 en las Elecciones provinciales de Argentina de 2017.
En julio de 2019 anunció que sería candidato de vicegobernador acompañando la fórmula del frente Chaco Somos Todos que encabezó Carim Peche. La fórmula perdió las elecciones de octubre de 2019 frente a Jorge Capitanich quien obtuvo por tercera vez la gobernación de la provincia.

### Intendente de Resistencia
En 2023 fue electo Intendente de Resistencia. En junio había triunfado en las internas con un 60% de los votos de su espacio, derrotando a Aída Ayala, quien había ejercido la intendencia en 3 oportunidades; entre ambos sumaron casi un 43% de los votos totales siendo la coalición más votada. El 5 de noviembre en las elecciones generales volvió a imponerse con casi idéntico resultado: 43.5% de los votos.